# Луцька гімназія № 21 імені Михайла Кравчука
Комунальний заклад загальної середньої освіти "Луцький ліцей №21 імені Михайла Кравчука Луцької міської ради" — освітній за

## Педагогічний колектив
Педагогічний колектив нараховує 104 педагоги, які працюють на 7 предметних комісіях 
вчителі-методисти — 32
старші вчителі — 25
вчителі вищої категорії — 79
Соросів 
 — 2
Заслужені працівники освіти України — 2
Народний вчитель України — 1

## Гімн
Музика - Петра Свіста. Слова - Галини Максимчук.

## Події
- 1996 — гімназію відвідав Голова Верховної Ради України
- 1998 — гімназію відвідав Президент України
- 2010 — Президент України підписав наказ про присвоєння стипендії імені Тараса Шевченка учениці 11 класу Бородкіній Наталії. Також отримала нагороду Відмінник Освіти з рук Президента України.
- 2014 — 21 гімназія єдина з Луцька, що увійшла до рейтингу 50 найкращих шкіл України.
- 2020 — гімназія потрапила до рейтингу найкращих в Україні за підсумками проведення ЗНО[1].
- 2021 — у гімназії відкрили оновлений басейн[2]. До цього басейн не ремонтували понад 30 років.